# Фарумда Федір
Федір Семенович Фарумда ( фр. Fiodor Foroumda 5 лютого 1885, Карасубазар, Таврійська губернія - 7 квітня 1946, Париж) - газзан караїмської громади Парижа, підприємець, учасник Першої світової і громадянської воєн.

## Біографія

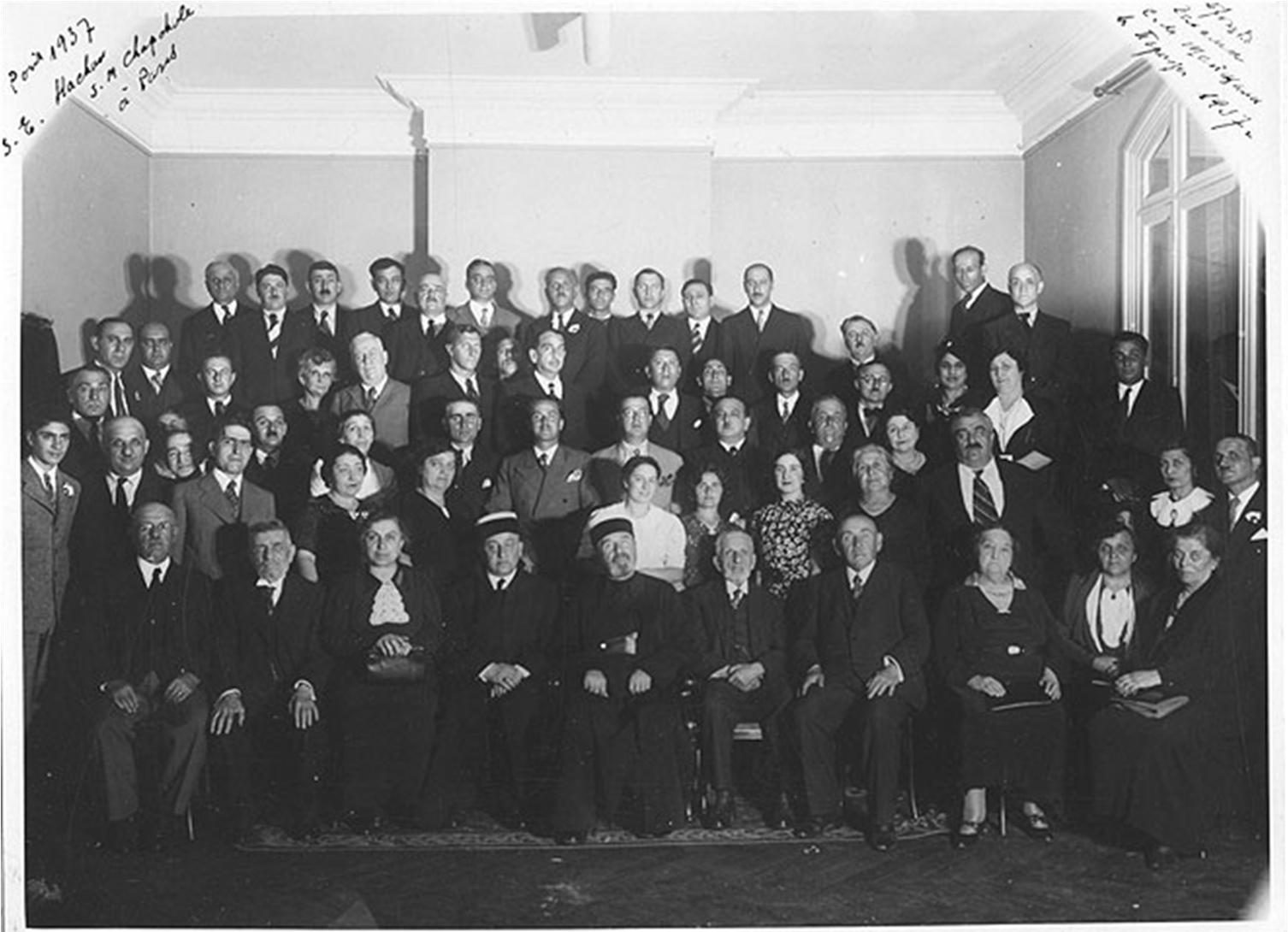
Зустріч гахана С. Шапшала з караїмами Парижа. 1937 рік. Ф. Фарумда - 4-й зліва в нижньому ряду.

Народився 5 лютого 1885 в Карасубазарі (за іншими даними - в Чуфут-Кале). Батько - євпаторійський міщанин Симха Фарумда, шамаш Чуфут-Кале. У 1904 році закінчив Олександрівське караїмське духовне училище. Учень Іллі Казаса. Згодом викладав давньоєврейську мову і «караїмська віровчення» в цьому ж навчальному закладі.
У 1914 році призваний до діючої армію з Ростова-на-Дону. Прапорщик, служив в 162-му піхотному Ахалцихському полку і 280-му піхотному Сурському полку. Дослужився до звання штабс-капітана. Нагороджений орденами Святого Станіслава 3-го ступеня, Святої Анни 3-го і 4-го ступенів, Святого Володимира 4-го ступеня; представлений до нагородження Георгіївською зброєю. Потім брав участь у громадянській війні на боці Збройних сил Півдня Росії в званні капітана.
Емігрував. Спочатку жив у Константинополі і Болгарії. У 1923 році переїхав разом з дружиною до Парижа, де знайшов квартиру поблизу площі Республіки і роботу на заводі Renault. Квартира, яку спільно орендували сім'я Фарумда і генерал Шатковський, стала центром зустрічей паризьких караїмів-емігрантів. У 1929 році за сприяння Асоціації караїмів Парижа Фарумде вдалося відкрити власний продуктовий магазин і ресторан в Леваллуа-Перре, недалеко від Парижа.
Входив до правління караїмського товариства Парижа. Маючи релігійну освіту, став також виконувати посаду Газзана, в чому йому допомагав син одеського газзана, військовий лікар Яків Кефелі. Своїм безпосереднім начальником вважав гахана польських караїмів Сераю Шапшала, який проживав у Вільно, з яким вів переписку і якому відправляв інформацію про зареєстрованих шлюбах і смертях. В обов'язки паризького газзана також входило читання молитов на похоронах. У 1937 році брав участь у зустрічі гахана Шапшала з караїмами Парижа. До 1939 року зареєстрував шлюб 14 караїмських пар.
У 1941 році перебував у концентраційному таборі для інтернованих у Комп'єні. За спогадами Володимира Костіцина, завідував табірної лавкою.
Був одружений з Софією Фарумді, вірменкою. Написав автобіографію (не опублікована).
Помер 7 квітня 1946 року в Парижі. Похований на кладовищі Леваллуа-Перре.

## Нагороди
- Орден Св. Станіслава 3-го ступеня[11]
- Орден Св. Анни 3-го ступеня з мечами і бантом[12]
- Орден Св. Анни 4-го ступеня з написом «За хоробрість»[13]
- Орден Св. Рівноапостольного Князя Володимира 4-го ступеня з мечами і бантом[14]